# Ścieżka nad Reglami (Karkonosze)

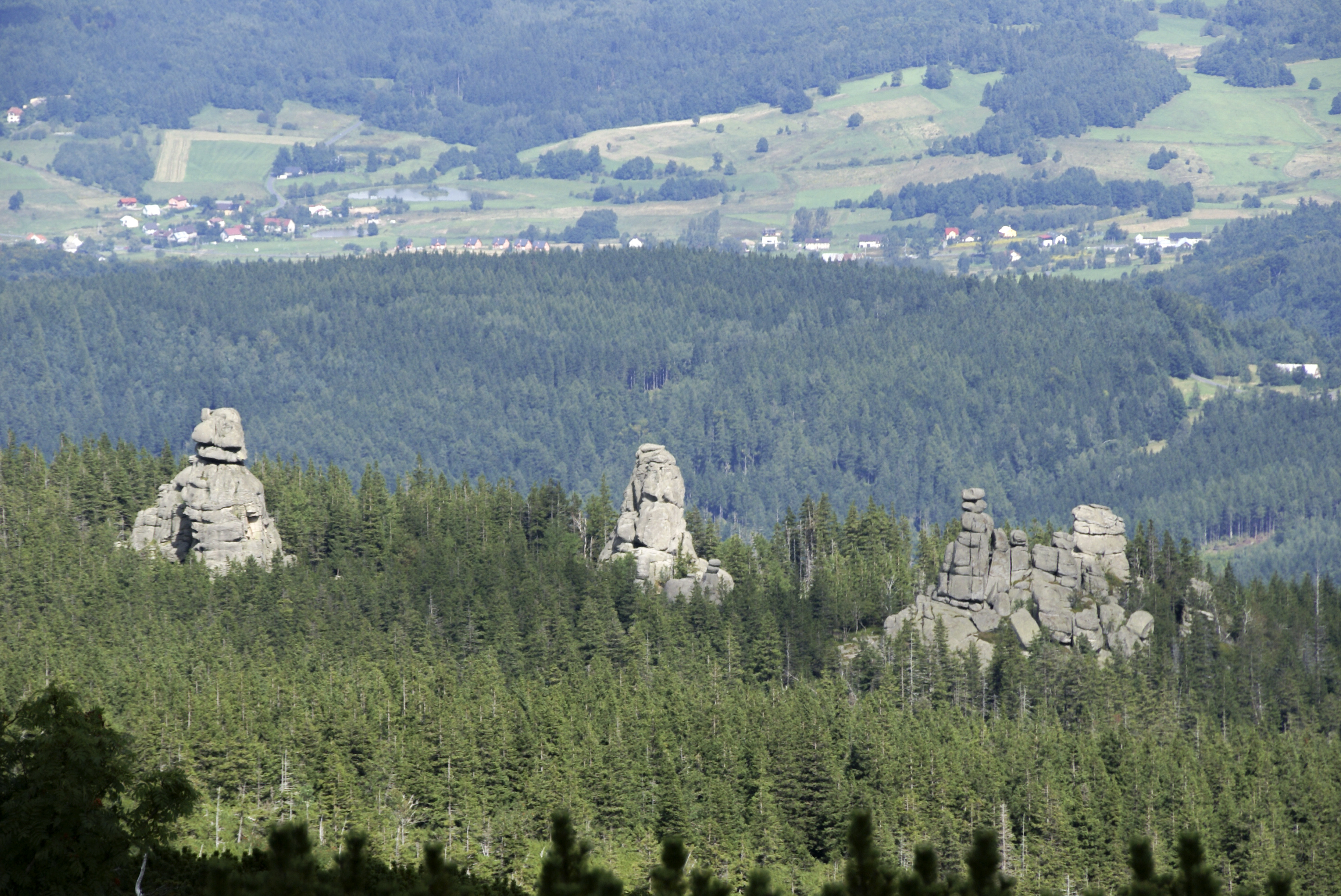
Pielgrzymy - zakończenie szlaku

Ścieżka nad Reglami - szlak turystyczny poprowadzony przy granicy regla górnego z Hali Szrenickiej przez Przełęcz Karkonoską do Pielgrzymów trawersując główny grzbiet karkonoski. Szlak przebiega na wysokości 1100 - 1200 m n.p.m. i jest znakowany na zielono. 

## Turystyka
Długość szlaku wynosi ok. 28 km, z czego 23 km przebiega w granicach Karkonoskiego Parku Narodowego. Przejście szlaku zajmuje ok. 7 godzin. Na trasie znajdują się dwa schroniska turystyczne. 
Należy do szlaków łatwych ze względu na przebieg trawersem i niewielkie wywyższenia. Trudność stanowi grząskie i śliskie podłoże, zwłaszcza po deszczach. Szlak jest zamykany zimą ze względu na zagrożenia lawinowe.
Ścieżka nad Reglami przebiega dnem kotłów polodowcowych, Czarnego Kotła Jagniątkowskiego, Łabskiego Kotła i Śnieżnych Kotłów.  Wskutek obumierania lasów świerkowych regla górnego część szlaku przebiega przez obszar bezleśny. Ze szlaku roztacza się rozległy widok na Kotlinę Jeleniogórską.

## Przebieg
- Hala Szrenicka
- Trzy Świnki
- Szrenickie Mokradła
- Mokra Przełęcz
- Schronisko PTTK „Pod Łabskim Szczytem”
- Śnieżne Kotły
- Rozdroże pod Wielkim Szyszakiem
- zbocze Śmielca
- Czarny Kocioł Jagniątkowski
- Czarny Kocioł Jagniątkowski
- Hutniczy Grzbiet
- Przełęcz Karkonoska
- Pielgrzymy[5]